# Mapimí
Mapimí là một đô thị thuộc bang Durango, México. Năm 2005, dân số của đô thị này là 22940 người.